# Babța
Babța – wieś w Rumunii, w okręgu Satu Mare, w gminie Bogdand. W 2011 roku liczyła 675 mieszkańców. 